# VI велико народно събрание
Шестото велико народно събрание (VI ВНС) е българско велико народно събрание, което заседава от 7 ноември 1946 г. до 21 октомври 1949 г. Основната му задача е окончателното премахване на Търновската конституция и юридическото утвърждаване на комунистически режим чрез Димитровската конституция. По време на заседанията му е окончателно ликвидирана парламентарната опозиция в страната.
Изборите за VI ВНС се провеждат на 27 октомври 1946 г. Те са насрочени със специален Закон за допитване до народа за премахване на монархията и провъзгласяване на Народна република и за свикване на Велико народно събрание, приет на 26 юли от предишното XXVI обикновено народно събрание. Под силен натиск от страна на правителството избирателната активност достига 92,6%, като Българската работническа партия (комунисти) получава 53,14% от гласовете и 277 от 465 места в парламента. Останалите организации от прокомунистическия Отечествен фронт получават 89 места, а опозиционните партии – 99.
За председател на VI велико народно събрание е избран Васил Коларов, един от лидерите на Коминтерна. В нарушение на Търновската конституция събранието разработва изцяло нов основен закон, като освен това функционира и като обикновено народно събрание. В хода на заседанията 90 народни представители от опозицията са отстранени и арестувани.

## Председател и подпредседатели
- Васил Коларов (1946 – 1947) – председател[2]
- Райко Дамянов (1947 – 1949) – председател

### Подпредседатели
- Ради Найденов – подпредседател
- Георги Хаджигецов – подпредседател
- Димитър Ганев – подпредседател
- Атанас Атанасов – подпредседател
- Пенчо Костурков – подпредседател
- Петър Каменов – подпредседател, заменя Ради Драгнев
- Райко Дамянов – подпредседател, заменя Димитър Ганев

### Председател на Президиума
- Минчо Нейчев